# Ружанский район
Ружа́нский район (бел. Ружанскі раён) — административно-территориальная единица в Белорусской ССР в 1940—1962 годах, входившая в Брестскую и, непродолжительное время, в Гродненскую область.

## История
Ружанский район с центром в городском посёлке Ружаны был образован в Брестской области 15 января 1940 года, в октябре установлено деление на 13 сельсоветов. 8 января 1954 года район был передан в состав Гродненской области, но 19 июня 1954 года возвращён в Брестскую область. 16 июля 1954 года пересмотрено деление района на сельсоветы.
25 декабря 1962 года Ружанский район упразднён, его территория разделена между Пружанским районом Брестской области и Волковысским районом Гродненской области. К Волковысскому району было присоединено две сельсовета (Доброселецкий и Словатичский), остальные 7 сельсоветов и райцентр были переданы Пружанскому району.

## Сельсоветы
1940—1954
- Березницкий;
- Ворониловичский;
- Доброселецкий;
- Зеленевичский;
- Ковальский;
- Колозубский;
- Лысковский;
- Могилевецкий;
- Молочковский;
- Монтяковский;
- Полонский;
- Словатичский;
- Щитновский.

1954—1962
- Ворониловичский;
- Доброселецкий;
- Зиновичский
- Колозубский;
- Кулянский;
- Лысковский;
- Могилевецкий;
- Ружанский;
- Словатичский.